# The Rocky Mountain Rangers
The Rocky Mountain Rangers sont un régiment d'infanterie de la Première réserve de l'Armée canadienne. Il fait partie du 39e Groupe-brigade du Canada au sein de la 3e Division du Canada et est stationné à Kamloops en Colombie-Britannique.
L'unité a été créée en 1908 sous le nom de « 102nd Regiment ». En 1909, elle fut renommée en « 102nd Regiment, Rocky Mountain Rangers ». Elle adopta son nom actuel en 1920.
En plus de leur propre histoire, The Rocky Mountain Rangers perpétuent l'héritage d'un bataillon du Corps expéditionnaire canadien (CEC) de la Première Guerre mondiale : le 172e Bataillon « outre-mer », CEC.

## Rôle et organisation

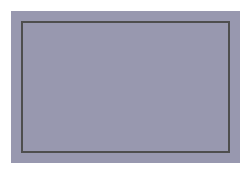
Insigne distinctif de la 3e Division du Canada

The Rocky Mountain Rangers sont un régiment d'infanterie stationné à Kamloops en Colombie-Britannique. Il fait partie du 39e Groupe-brigade du Canada, un groupe-brigade de la Première réserve de l'Armée canadienne qui fait lui-même partie de la 3e Division du Canada.
Tout comme c'est le cas pour les autres unités de la Première réserve de l'Armée canadienne, le rôle des Rocky Mountain Rangers est de former des soldats à temps partiel afin de servir de renfort lors des opérations des Forces armées canadiennes ainsi que d'être prêts pour le service actif pour appuyer les autorités civiles lors de catastrophes naturelles dans la région locale.

## Histoire

### Origines
Le 1er avril 1908, le 102nd Regiment a été créé à Nelson en Colombie-Britannique. Le 1er juin 1909, celui-ci a été renommé en « 102nd Regiment, Rocky Mountain Rangers ». Le 12 mars 1920, le régiment adopta son nom actuel, soit « The Rocky Mountain Rangers ».

### Seconde Guerre mondiale
- (en) Cet article est partiellement ou en totalité issu de l’article de Wikipédia en anglais intitulé « Histoire militaire du Canada pendant la Seconde Guerre mondiale » (voir la liste des auteurs).

Dans la foulée de la Seconde Guerre mondiale, le 26 août 1939, The Rocky Mountain Rangers furent mobilisés pour le service actif. Le 1er septembre 1939, des détachements du régiment furent mobilisés pour le service actif afin de fournir de la protection locale. Ceux-ci furent officiellement dissous le 31 décembre 1940.
Le 1er janvier 1941, le régiment mobilisa un bataillon pour le service actif. Ce bataillon servit au Canada à la défense territoriale au sein de la 18e Brigade d'infanterie canadienne de la 6e Division canadienne. Du 16 août 1943 au 12 janvier 1944, il participa à l'expédition à Kiska en Alaska au sein du 13e Groupe-brigade d'infanterie canadien. Le 1er novembre 1944, le bataillon adopta la désignation de « 1st Canadian Infantry Training Battalion, Type A (Rocky Mountain Raners), CASF ». Le 25 mai 1944, il s'embarqua pour la Grande-Bretagne. Le 5 juillet 1945, il fut renommé en « No. 9 Canadian Repatriation Depot, Type "T" ». Il fut officiellement dissous le 28 janvier 1946.

### Histoire récente
En avril 2018, la ville de Prince George en Colombie-Britannique a remis le droit de cité aux Rocky Mountain Rangers,.

## Perpétuations
En plus de leur propre histoire, The Rocky Mountain Rangers perpétuent l'héritage d'un bataillon du Corps expéditionnaire canadien (CEC) de la Première Guerre mondiale : le 172e Bataillon « outre-mer », CEC. Celui-ci a été créé le 15 juillet 1916. Le 25 octobre suivant, il s'embarqua pour la Grande-Bretagne. Le 1er janvier 1917, son personnel fut transféré au 24e Bataillon de réserve, CEC qui servait à fournir des renforts aux troupes canadiennes au front. Le 172e Bataillon fut officiellement dissous le 17 juillet 1917.

## Honneurs de bataille

Drapeau consacré des Rocky Mountain Rangers

Les honneurs de bataille sont le droit donné par la Couronne au régiment d'apposer sur ses couleurs les noms des batailles ou des conflits dans lesquels il s'est illustré.
| Première Guerre mondiale | Première Guerre mondiale |
| ------------------------ | ------------------------ |
| Arras, 1917, '18         | Côte 70                  |
| Ypres, 1917              | Amiens                   |
| Ligne Hindenburg         | Valenciennes             |
| Guerre d'Afghanistan     |                          |
| Afghanistan              |                          |

## Traditions et patrimoine

Drapeau de camp des Rocky Mountain Rangers

Les traditions et les symboles des Rocky Mountain Rangers sont les éléments essentiels à l'identité régimentaire. Le symbole le plus important est l'insigne du régiment qui est composé d'une tête de mouflon de Dall d'or tournée de trois quarts sur fond de gueules entourée d'un anneau de gueules liséré d'or portant l'inscription « The Rocky Mountain Rangers » en lettres majuscules d'or qui est sommé de la couronne royale au naturel et environné de feuilles d'érable avec le tout soutenu d'un listel de gueules liséré d'or portant l'inscription « Kloshe Nanitch » en lettres majuscules d'or. Cette dernière correspond à la devise du régiment qui signifie « Être aux aguets » dans le dialecte chinook.
Un autre élément important de l'identité d'un régiment est sa marche régimentaire. Celle des Rocky Mountain Rangers est The Meeting of the Waters.
The Rocky Mountain Rangers sont jumelés avec The Yorkshire Regiment (en), un régiment de la British Army.